# Sophrops reticulata
Sophrops reticulata är en skalbaggsart som beskrevs av Frey 1969. Sophrops reticulata ingår i släktet Sophrops och familjen Melolonthidae. Inga underarter finns listade i Catalogue of Life.